# 住友金屬工業
住友金屬工業株式會社（日语：すみともきんぞくこうぎょう）是日本的大型鋼鐵企業之一。是住友集團中的重要組成。與三井住友銀行和住友化學并稱為「住友集團御三家」。

## 历史
在大阪府（住友村）和東京都均設有本部。簡稱「住金」（すみきん）。英文名：Sumitomo Metal Industries, Ltd.。創立于1949年7月1日。2012年10月1日與新日本製鐵合併為新日鐵住金。

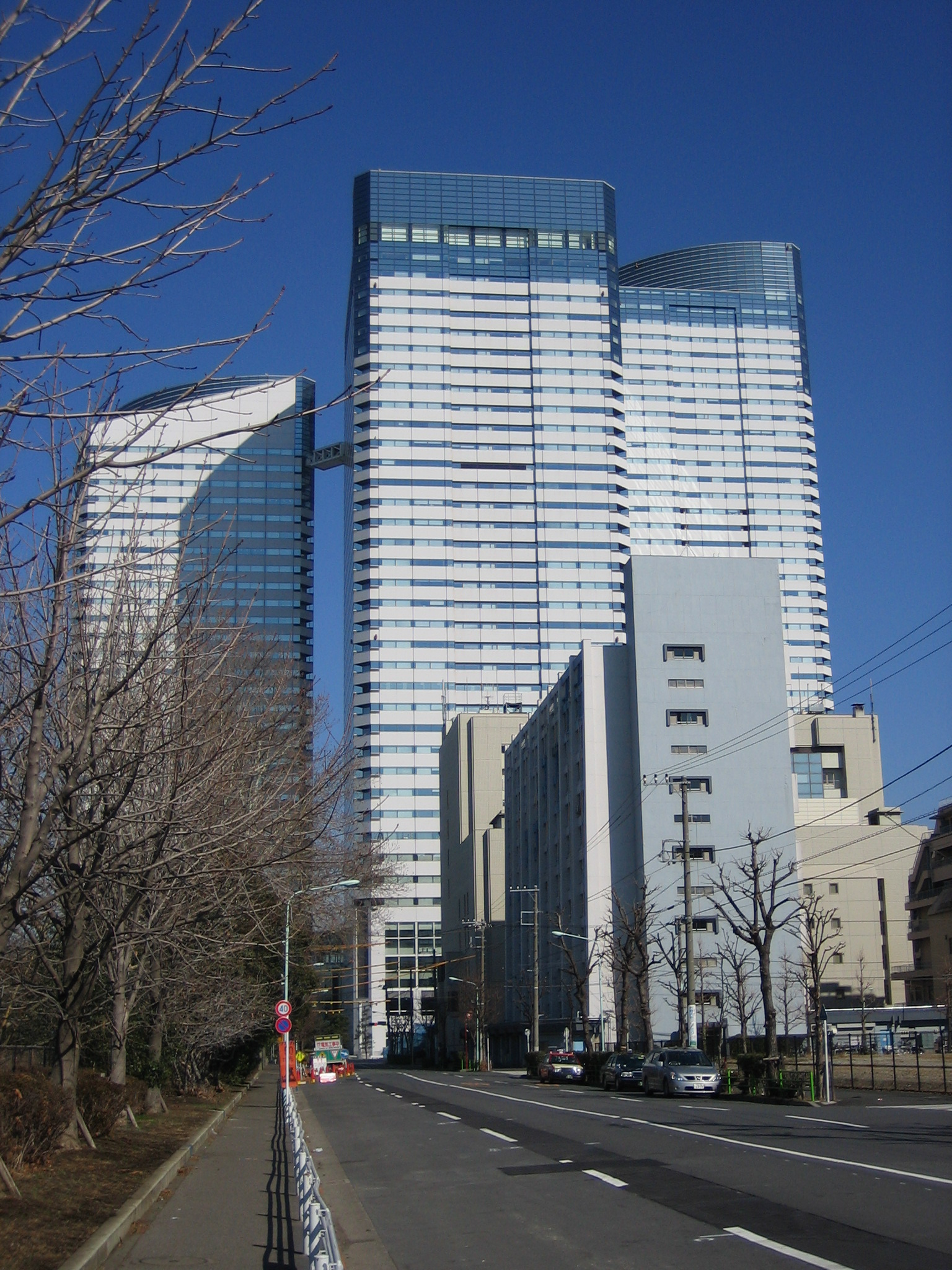
東京本部